# Amina Sankharé
Pour les articles homonymes, voir Sankharé.
Amina Sankharé, née le 4 mai 1989 à Aubervilliers, est une handballeuse franco-sénégalaise évoluant au poste d'arrière gauche.

## Carrière

### En club
Amina Sankharé commence le handball dès l'âge de 13 ans. Elle joue au CM Aubervilliers jusqu'à ses 19 ans.
Elle joue une saison au Havre AC Handball de 2008 à 2009 avant de rejoindre l'Entente amicale laïque Abbeville. En 2011, elle devient une joueuse du Saint-Amand Handball pour une saison, puis s'engage en 2012 avec le Cergy Handball où elle reste jusqu'en 2015. Elle rejoint ensuite le Chambray Touraine Handball, avant d'intégrer l'effectif du Fleury Loiret Handball en 2016.

### En sélection
Amina Sankharé dispute avec l'équipe de France des moins de 20 ans le Championnat du monde junior 2008 en Macédoine, où les Françaises terminent septièmes.
Elle dispute notamment avec l'équipe du Sénégal féminine de handball le Championnat d'Afrique des nations 2014, terminant à la 6e place, le Championnat d'Afrique des nations 2016,, le Championnat d'Afrique des nations 2018, qui voit les Sénégalaises atteindre la finale, le Championnat du monde 2019, terminant à la 18e place, le Championnat d'Afrique des nations 2021, terminant à la 5e place et le Championnat d'Afrique 2022, terminant à la quatrième place.

## Palmarès

### En sélection
- Finaliste du Championnat d'Afrique des nations 2018 avec le Sénégal.
- Médaillée de bronze des Jeux africains de 2015 avec le Sénégal.

### En club
- Avec Le Havre AC Handball
  - Vice-championne de France 2008-2009
  - Finaliste de la Coupe de la Ligue française 2008-2009
- Avec l'Entente amicale laïque Abbeville
  - Vice-championne de France de Nationale 1 2009-2010
- Avec le Cergy-Pontoise Handball 95
  - Vice-championne de France de deuxième division 2011-2012
- Avec le Chambray Touraine Handball
  - Vice-championne de France de deuxième division 2015-2016